# 罗斯托夫统治者列表
这是一份罗斯托夫统治者的列表。

## 简介
罗斯托夫是俄罗斯境内的一座古老的城市。在中世纪，这里是罗斯最重要的公国之一，由留里克王朝的王公们统治。罗斯托夫的公王朝后来发生了分裂。15世纪，罗斯托夫被莫斯科大公国吞并。

## 历代王公

### 罗斯托夫王公
- 雅罗斯拉夫·弗拉基米罗维奇 987年 -1010年
- 鲍里斯·弗拉基米罗维奇 1010年 - 1015年
- 康斯坦丁·弗谢沃洛多维奇 1207年 - 1218年
- 瓦西里科·康斯坦丁诺维奇 1218年 - 1238年
- 鲍里斯·瓦西里科维奇 1238年 - 1277年
- 格列布·瓦西里科维奇 1277年 - 1278年
- 德米特里·鲍里索维奇 1278年 - 1286年
- 康斯坦丁·鲍里索维奇 1286年 - 1288年
- 德米特里·鲍里索维奇 1289年 - 1294年
- 康斯坦丁·鲍里索维奇 1294年 - 1307年
- 瓦西里·康斯坦丁诺维奇 1307年 - 1319年
- 尤里·亚历山德罗维奇 1316年 - 1320年 
  - 罗斯托夫分裂为罗斯托夫-鲍里索格列布斯基和罗斯托夫-乌斯列滕斯基

### 罗斯托夫-鲍里索格列布斯基王公
- 康斯坦丁·瓦西里耶维奇 1320年 - 1365年
- 瓦西里二世·康斯坦丁诺维奇 1365年 - 1375年 （与祖父同名）
- 亚历山大·康斯坦丁诺维奇 1275年 - 1404年
- 安德烈·亚历山德罗维奇 1404年 - 1415年
- 费奥多尔·亚历山德罗维奇 1415年 - 1417年
- 伊凡·亚历山德罗维奇 1417年
- 弗拉基米尔·安德烈耶维奇 ？ ~ 1474年

### 罗斯托夫-乌斯列滕斯基王公
- 费奥多尔·瓦西里耶维奇 1320年 - 1331年
- 安德烈·费奥多洛维奇 1331年 - 1409年